# M. Kothur, Bangarapet
M. Kothur là một làng thuộc tehsil Bangarapet, huyện Kolar, bang Karnataka, Ấn Độ.